# Eric Buchman
Eric Buchman (Valley Stream (New York), 11 september 1979) is een Amerikaans professioneel pokerspeler. Hij won onder meer het $2.000 Limit Hold'em-toernooi van de World Series of Poker 2010 (goed voor een hoofdprijs van $203.607), het $1.500 Seven Card Stud-toernooi van de World Series of Poker 2014 (goed voor $118.785,-) en het $2.500 No Limit Hold'em Championship van de New England Poker Classic 2004 in Mashantucket (goed voor $275.400). Op de World Series of Poker 2009 werd hij vierde (van 6494 deelnemers) in het Main Event, waarmee hij $2.502.890 verdiende,
Buchman won tot en met juli 2015 meer dan $4.275.000,- in pokertoernooien (cashgames niet meegerekend).

## Wapenfeiten
Buchman meldde zich in 2002 voor het eerst aan een prijzenloket in de professionele pokerwereld, met onder meer een derde prijs in het $7.500 No Limit Hold'em - Main Event van het United States Poker Championship in Atlantic City (goed voor $64.800,-). Een jaar later eindigde hij voor het eerst in het prijzengeld op een toernooi van de World Poker Tour (WPT) door 29e te worden in het $10.000 WPT No Limit Hold'em Championship van de 2003 Bellagio Five-Diamond World Poker Classic in Las Vegas. In mei 2004 volgde Buchmans eerste cash op de World Series of Poker (WSOP). Hij werd toen 23e in de $1.500 Limit Hold'em Shootout. Hij verdiende voor het eerst geld op de European Poker Tour (EPT) in januari 2011, toen hij 101e werd in het $10.000 No Limit Hold'em - Main Event van het PokerStars Caribbean Adventure (goed voor $23.500,-).

## World Series of Poker
Aan Buchmans tweede geldprijs op een WSOP hield hij bijna zijn eerste WSOP-titel over. Hij werd in het $1.500 Limit Hold'em-toernooi van de World Series of Poker 2006 tweede achter zijn landgenoot Kianoush Abolfathi. Daarvoor kreeg hij $174.938,- mee. Dat jaar cashte hij ook voor het eerst in een niet-Hold 'em WSOP-toernooi door twaalfde te worden met $3.000 Omaha Hi/Lo.
Op de World Series of Poker 2009 eindigde Buchman met zijn vierde plaats in het Main Event voor de tiende keer in het prijzengeld van de WSOP. Eerder die jaargang werd hij ook zesde in het $2.500 Omaha/Seven Card Stud Hi/Lo-toernooi. Een jaar later zat Buchman aan zijn vierde WSOP-finaletafel, die hem eindelijk zijn eerste titel opleverde. Op de World Series of Poker 2011 speelde hij zich vervolgens opnieuw naar meerdere finaletafels in één WSOP-editie. Eerst werd hij derde in het $1.500 Seven Card Stud-evenement (achter Alessio Isaia en winnaar Eugene Katchalov) en twee weken later tweede in het $2.500 Eight Game Mix-toernooi (achter zijn landgenoot John Monnette).
Buchmans eerste 'cash' op de World Series of Poker 2014 leverde hem zijn tweede WSOP-titel op. Ditmaal won hij een Seven Card Stud-toernooi, met een entreeprijs van $1500,- en 344 tegenstanders. In het duel tussen de laatste twee overgebleven spelers, versloeg hij Alexander Kravtsjenko, die evenals Buchman zijn tweede WSOP-titel probeerde te winnen.

## WSOP-titels
| Jaar                       | Toernooi               | Prijs      |
| -------------------------- | ---------------------- | ---------- |
| World Series of Poker 2010 | $2.000 Limit Hold'em   | $203.607,- |
| World Series of Poker 2014 | $1.500 Seven Card Stud | $118.785,- |